# 알렉산더 버시바우
알렉산더 러셀 버시바우(영어: Alexander Russell Vershbow, 1952년 7월 3일~)는 미국의 외교관이다.
매사추세츠주 보스턴 출신으로, 예일 대학교와 컬럼비아 대학교를 졸업했다. 국무부에 들어가 직업 외교관으로 근무해왔다. 1998년 ~ 2001년 북대서양 조약기구(NATO) 주재 대사, 2001년 ~ 2005년 러시아 주재 미국 대사를 지냈고, 2005년 대한민국 주재 대사로 지명되어 2005년 10월 대한민국에 부임했다.
역대 대한민국 주재 미국 대사 중 최고위급 인사로 알려져 있어, 조선민주주의인민공화국 문제 해결을 위한 중요한 역할을 할 것으로 기대를 모으기도 했으나, 2008년 임기 말에는 미국산 쇠고기 수입 합의에 대한 대한민국 국민들의 저항이 계속되자 야당 대표인 손학규에게 전화하여 항의했다. 3년 가까이 대한민국에서 근무한 후 2008년 이임했다.
2009년부터 국방부 국제안보 담당 차관보를 역임했으며, 2012년 북대서양 조약기구 사무차장으로 임명되어 현재 NATO에서 근무하고 있다.

## 경력
- 1977년 미국무부에 모스크바 주재 미국대사관과 런던 주재 미국대사관에서 외교관
- 1991년 NATO의 미국 부상주대표 및 미대표부 부대사
- 1993년 ~ 1994년 국무부 유럽 및 캐나다 담당 수석부차관보
- 1994년 ~ 1997년 미백악관 국가안보회의 대통령 특별보좌관 겸 유럽담당 선임국장으로 재직
- 1997년 NATO와 러시아 연방의 기본협약 협상의 미국 협상단의 핵심 구성원 중 일원
- 1998년 1월 ~ 2001년 7월 북대서양 조약 기구(NATO) 대사직을 역임
- 2001년 7월 ~ 2005년 7월 주러시아 미국대사
- 2005년 ~ 2008년 9월 주 대한민국 미국대사
- 2009년 ~ 2012년 : 미 국방성 국제안보 담당 차관보
- 2012년 ~ : NATO 사무차장

## 가족
- 아내 리사는 보석 디자이너로 활동하고 있다.

## 학력
- 1974년 예일 대학교에서 러시아학 및 동유럽학 학사 학위
- 1976년 컬럼비아 대학교에서 국제관계학 석사 학위, 동대학 러시아 연구소 수료

## 수상
- 1990년 ‘아나톨리 샤란스키 자유상’
- 1997년 10월 윌리엄 코헨 전 국방 장관으로부터 초대 ‘조셉 J. 크루젤상’
- 2001년 6월 콜린 파월 국무장관으로부터 ‘국무부 우수외교관상
- 2004년 미국 변호사 협회가 수여 ‘올해의 대사상’